# 2016년 감비아 대통령 선거
2016년 감비아 대통령 선거는 2016년 12월 1일 감비아에서 열린 감비아 대통령을 뽑은 선거이다. 선거 결과 야당 후보인 아다마 바로가 집권 중인 야히아 자메를 꺾는 결과가 나왔다. 이번 선거는 1994년 감비아 쿠데타로 야히아 자메가 집권한 이후 처음으로 야당이 당선된 선거이자 1965년 영국으로부터 독립한 이후 처음으로 열린 직접 선거에서 권력이 이양된 선거이다.
최종 선거 결과가 발표되기 직전인 12월 2일 자메는 흔쾌히 자신의 대선 패배를 인정하며 권력을 유지하러 시도한다고 생각했던 국민에게 충격을 주었다. 《BBC 뉴스》는 "서아프리카 역사상 가장 큰 선거 이변"이라고 말했다. 최종 선거 발표 결과 바로 후보가 43.3%의 득표율로 39.6%의 득표를 얻은 자메를 3.7%차로 누르고 당선되었으며 제3후보인 맘마 칸데는 17.1%의 득표를 기록했다. 선거 직후 바로가 속한 연합민주당 당수인 우사이누 다뵈를 포함한 야권 수감자 19명이 석방되었다. 야권에서는 선거 결과에 대해 다들 축하하면서도 정권 교체가 차질 없이 진행될 수 있는지에 대해 경계했다.
처음에는 자메가 승복하고 바로에게 축하 메시지를 보냈다. 하지만 12월 9일 자메가 이 선거 결과를 부정하고 재선거를 실시한다고 발표하면서 헌정위기가 촉발되었다. 감비아 수도인 반줄과 최대도시인 세레쿤다에 군대가 배치되었다. 자메가 선거 결과를 부정하면서 감비아 변호사 협회, 감비아 교사노조, 감비아 언론연합, 감비아 대학교, 감비아 의사협회, 서아프리카 국가 경제 공동체(ECOWAS), 아프리카 연합(AU), 유엔 안전 보장 이사회(UNSC) 등 감비아 국내외 여러 기관과 기구에서 비판했다. 1월 19일 자메의 대통령 임기가 끝났음에도 대통령에서 내려오지 않고고 바로가 세네갈 주재 감비아 대사관에서 취임식을 열며 상황이 더욱 악화되었다. 여러 아프리카 국가의 정상이 개별적으로 접촉하는 등 광범위한 외교적 해결 시도가 있었으나 결국 ECOWAS의 군사적 개입이 이루어졌다.
결국 1월 21일 자메가 감비아를 떠나 ECOWAS가 마련한 망명지로 출국하면서 권력 이양이 이루어졌다. 세네갈 정부와 유엔난민기구에 따르면 분쟁 기간 45,000명이 세네갈로 피신했고 800명 이상이 기니바사우로 피신했다.

## 배경
현 대통령인 야히아 자메는 1994년 감비아 쿠데타로 권력을 장악한 후 1996년, 2001년, 2006년, 2011년 열린 대통령 선거에서 승리했다. 자메가 주도한 쿠데타로 1965년 독립 이래 쭉 대통령이었던 다우다 자와라가 권좌에서 물러났다. 자메의 대통령 임기 22년간 반정부 세력 탄압, 출판의 자유 제한, 수많은 인권 탄압 등이 일어났다. 또한 자메는 약초로 HIV/AIDS와 암 등 다양한 질병을 치유할 수 있다고 주장하고 감비아 내 마녀사냥을 시행했으며 LGBTQ 행위를 탄압했다. 2011년에는 자신이 "알라의 뜻에 따라" "10억년간 통치할 수 있다"고 주장했다.

## 선거 제도
감비아 대통령은 5년 임기로 단순다수제(Plurality voting) 투표에 따라 선출된다.
감비아의 선거는 종이 투표용지를 사용하지 않고 구슬을 사용해 실시한다. 유권자마다 구슬을 하나씩 받아 밀봉된 드럼통 위의 튜브 안에 넣어 해당 유권자가 지지하는 후보를 투표한다. 후보자별로 드럼통은 소속 정당에 따른 다른 정당색으로 색칠되어 있으며 해당 드럼에는 후보자의 사진도 붙여져 있다. 이런 선거 제도는 투표 방법을 이해하고 결과 집계에 있어 비용이 저렴하고 간편하다는 장점이 있다. 또한 이 방식은 잘못 투표해서 발생하는 오류율이 매우 낮다고 보고되었다.

## 후보자와 선거 운동
감비아 선거위원회는 3개 정치단체를 정식으로 등록받고 각 정당/연합의 후보 지명을 허가했다.
- 감비아 민주회의(GDC)의 맘마 칸데는 2016년 11월 7일 후보 지명되었다.
- 2016년 연합의 아다마 바로는 11월 10일 후보 지명되었다.
- 현직 대통령이자 애국재건건설동맹(ARPC)는 야히아 자메를 11월 10일 후보로 지명했다.

7개 인정된 야당이 연합해 만들어진 선거연합인 2016년 연합이 바로를 후보로 지지해 단순다수제 선거에서 발생할 수 있었던 표 갈라짐으로 자메가 승리할 수 있던 상황을 막았다. 이 선거연합에는 연합민주당(UDP), 독립과 사회주의를 위한 인민민주조직(PDOIS), 민족화해당(NRP), 감비아 도덕회의(GMC), 국민대회당(NCP), 인민진보당(PPP), 민주주의와 진보를 위한 감비아당(GPDP)이 속해 있다. 바로는 연합민주당 당원이며 회계부를 담당했다. UDP의 대표가 아닌 선거연합의 지지를 받는 무소속 후보로 출마하기 위해 선거 전 공식적으로 바로는 연합민주당을 탈당했다.
선거연합에 참여하지 않은 민족민주행동운동(NDAM)과 감비아 민주당(GDP) 2개 당은 선거에 후보 출마를 고려했으나 선거관리위원회에서 정당 관계자의 거주 요건, 감비아 7개 행정구역에 각 지역당 설립 및 회계감사기록 제출 등 요구하는 선거법을 만족하지 못해 선거 후보 출마 자격을 박탈당했다. 민족민주행동운동 당수인 라민 와 주와라는 자메를 몰아내기 위한 선거연합 합류를 지지했다.
공식 선거운동 기간인 2주간은 평화로웠으며 자메 지지층과 야권 모두 대규모 집회를 열었다. 하지만 선거 전 정부가 정치적 반대파를 탄압하고 국가 자원과 언론 매체를 장악해 선거 결과에 영향을 주러 사용한다는 우려가 계속 제기되었다. 자메 대통령은 선거 이후 시위를 용납하지 않겠다며 "우리나라에선 시위를 허용하지 않는다"고 말했다. WhatsApp이나 바이버같은 스마트폰 모바일 메시지 애플리케이션은 선거 이전 감비아 정부가 차단했고 선거 기간 인터넷 접속과 국제 전화 통화도 차단되었다. 유럽 연합과 서아프리카 국가 경제 공동체 같은 국제참관단은 선거 참관이 금지되었으나 아프리카 연합의 일부 참관단은 투표 장소 접근이 허용되었다.
이전까지 정치직을 맡은 적이 없었던 부동산 사업가 아다마 바로는 당선될 경우 야당 연합으로 구성된 임시과도정부를 구성하고 3년 이내 대통령직에서 물러나겠다고 발표했다.
바로는 자메를 "영혼 없는 독재자"라 부르면서 감비아 대통령에 당선될 경우 영연방과 국제형사재판소 탈퇴와 같은 자메의 주요 정책과 지시를 되돌릴 것이라고 발표했다. 또한 대통령직에 두 번의 임기 제한을 설정하고 사법권의 독립을 강조하여 사법 개혁을 실시하겠다고 말했다. 바로는 "분열된 국가를 통합"하며 "민주주의, 법치, 좋은 행정과 국민의 인권 존중을 달성하고 통합하기 위해" "모든 정당, 종교, 부족, 성별 및 기타 차이를 제쳐두고" 싶다고 말했다.
선거연합에 참여하지 않은 유일한 야당인 감비아 민주회의(GDC)는 애국재건건설동맹(ARPC)에서 제명되었던 전 의원인 맘마 칸데를 단독 후보로 내세웠다. 감비아 민주회의는 감비아 내에서 가장 신생정당이다. 2016년 여름 칸데가 기타 전 APRC 핵심 인물과 지지자들과 함께 탈당하여 새로 결성했다. GDC는 약간의 지지를 얻었고, 선거연합 결성으로 이어진 논의에도 초기에 참여했으나 연합 내 위치와 GDC에 관한 타 일부 정당의 태도에 관한 문제로 협상이 결렬되어 선거연합에 합류하지 않았다. 타 야당의 일부 당원은 GDC와 그 지지자가 야당 투표층을 분열시켜 자메를 승리시키게 만든다고 비난했다.

## 결과
자메는 결과가 발표되기 직전인 12월 2일 선거 결과에 승복했다. 자메는 바로에 전화를 걸어 "당신이 감비아의 대통령으로 선출되었고 최선을 다하기 바란다"며 "전 악의가 없습니다"라고 말했다. 또한 새 대통령의 인수인계 절차를 조직하기 위해 바로와 만날 것을 제안했다. 국영 텔레비전에서는 자메가 "뒷자리로 물러나고" 결과에 이의를 제기하지 않을 것이라 말하면서 "정권 이양을 위해 그를 도울 것"이라고 말했다. BBC 뉴스에선 대부분의 국민들이 자메가 권력 유지를 위해 온갖 일을 할 것이라 예상했다며 이 반응이 "매우 놀랍다"고 보도했다.
선거관리위원회는 12월 2일 개표 결과를 발표한 후 12월 5일 결과에 오류가 있었다며 수정한 결과를 발표했다. 수정된 결과에서 바로의 득표율이 낮아져 두 후보 간 격차가 8.8%에서 3.7%로 줄어들었으며, 총 득표수는 9.1% 감소했다.
| 순위      | 후보        | 정당     | 정당             | 득표수   | 득표율  |
| --------- | ----------- | -------- | ---------------- | -------- | ------- |
| 1         | 아다마 바로 |          | 2016년 연합      | 227,708  | 43.29%  |
| 2         | 야히아 자메 |          | 애국재건건설동맹 | 208,487  | 39.64%  |
| 3         | 맘마 칸데   |          | 감비아 민주회의  | 89,768   | 17.07%  |
|           |             |          |                  |          |         |
| 유효표    | 유효표      | 유효표   | 유효표           | 525,963  | 99.97%  |
| 무효표    | 무효표      | 무효표   | 무효표           | 165      | 0.03%   |
| 선거인수  | 선거인수    | 선거인수 | 선거인수         | 선거인수 | 886,578 |
| 투표율    | 투표율      | 투표율   | 투표율           | 투표율   | 59.34%  |
| 출처: IEC |             |          |                  |          |         |

### 지역구별 결과
| 지역구         | 아다마 바로 2016년 연합 | 아다마 바로 2016년 연합 | 야히아 자메 APRC | 야히아 자메 APRC | 맘마 칸데 GDC | 맘마 칸데 GDC |
| -------------- | ----------------------- | ----------------------- | ---------------- | ---------------- | ------------- | ------------- |
| 지역구         |                         |                         |                  |                  |               |               |
| 지역구         | 득표                    | %                       | 득표             | %                | 득표          | %             |
| 반줄           | 6,639                   | 50                      | 5,704            | 42               | 1,028         | 8             |
| 카니핑         | 56,107                  | 50                      | 44,873           | 40               | 11,127        | 10            |
| 웨스트코스트구 | 74,823                  | 43                      | 76,880           | 44               | 21,656        | 13            |
| 노스뱅크구     | 23,346                  | 37                      | 18,316           | 29               | 22,039        | 34            |
| 로어리버구     | 16,476                  | 56                      | 7,996            | 27               | 5,048         | 17            |
| 센트럴리버구   | 22,215                  | 32                      | 30,228           | 43               | 17,581        | 25            |
| 어퍼리버구     | 28,102                  | 44                      | 24,490           | 38               | 11,289        | 18            |
| 출처: IEC      |                         |                         |                  |                  |               |               |

## 여파
선거 결과가 발표되자 야권 지도자들은 깜짝스러운 승리를 축하했고 자메의 선거 패배 인정에 다들 놀랐다. 반줄 거리에서 수천명이 축하했다. 하지만 일부는 자메가 앞으로 어떤 행동을 취할지 우려를 표했으며 이런 상황에서도 권력을 지키러 할 수 있다는 의견을 보였다. 한 사업가는 "그가 대통령궁을 떠나는 모습을 봐야만 믿을 수 있겠다. 여전히 그는 군대를 통제하고 있고 최고 수뇌부는 전부 가족이다."라고 말했다.
2016년 12월 9일 자메는 감비아 국영 텔레비전에 출연해 "선거 과정에서... 심각하고 용납할 수 없는 이상이 발견되어" "최근에 있었던 선거 결과를 인정하지 않기로 결정"했다고 발표하면서 자메의 권력 집착 우려가 현실이 되었다. 자메는 "신을 두려워하는 독립된 선거관리위원회"에서 재선거를 치러야 한다고 주장하며 퇴임을 거부했다. 여러 아프리카 국가의 정상이 개별적으로 접촉하는 등 광범위한 외교적 해결 시도가 있었으나 상황은 계속 악화되었고 결국 서아프리카 국가 경제 공동체(ECOWAS)의 군사 개입으로 자메를 강제로 퇴진시켰다. 2017년 1월 21일 자메는 감비아를 떠나 처음에는 기니로, 이후 ECOWAS가 마련한 망명지로 떠났다.